# Semey (Kazachstan)

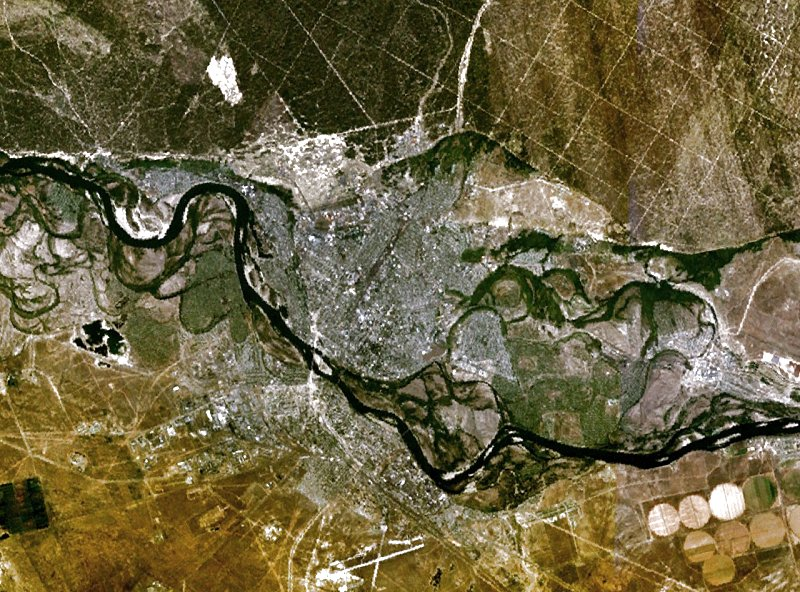
Satellietfoto

Semey (Kazachs: Семей, Semey) is een - met district gelijkgestelde - stad in de Kazachse oblast Oost-Kazachstan iets ten zuiden van de Russische kraj Altaj en op ongeveer 1000 kilometer ten noorden van Almaty en 700 kilometer ten zuidoosten van de Russische stad Omsk aan de rivier de Ertis (Russisch: Иртыш, Irtyš). Tot 1994 heette het Semipalatinsk (Russisch: Семипалатинск, Semipalatinsk). Het ligt aan de Turkestan-Siberische spoorlijn. In de Sovjetperiode lag bij de stad de Testlocatie Semipalatinsk.

## Geschiedenis

### Russische Rijk
De plaats werd gesticht in 1718 als het fort (krepost) Semipalatinsk door de Rus Vasili Tsjeredov aan de Irtysj op 18 kilometer ten zuiden van de huidige positie van de stad bij een dennenbos in de buurt van een verwoest boeddhistisch klooster. Deze plaats wordt nu "oud fort" (Старая Крепость) genoemd en wordt in de winter gebruikt door de inwoners van de stad om er te skiën. De Russische naam "semipalatinsk" betekent "stad van zeven paleizen", naar de zeven kamers in de boeddhistische ruïne.
Door de overstromingen van de Irtysj, die werden veroorzaakt door een hogere afvoer als gevolg van het smelten van de sneeuw in de Altaj, liep het fort veel schade op en in 1778 werd het fort 18 kilometer naar het noorden verplaatst naar een gebied dat minder snel onder water liep. Er groeide een kleine stad rond het fort, dat dienstdeed als riviershandelspost tussen de nomadische volkeren van Centraal-Azië en het groeiende Russische Rijk.
In de jaren 50 van de 19e eeuw deed onder andere de beroemde geograaf Tsjokan Valichanov er militaire dienst en was Fjodor Dostojevski verbannen naar deze plaats. Ook de Kazachse dichter Abay Kunanbayulı woonde er een tijdlang. De geschiedenis van Semipalatinsk en haar omgeving werden beschreven door de Russische geograaf en historicus Nikolaj Abramov in de 19e eeuw.
On 16 februari 1918 kwam de stad in handen van de bolsjewieken, maar in 1918 en 1919 kwam ze een tijdlang in handen van de witten.

### Sovjet-Unie
Van 1920 tot 1928 was Semipalatinsk het centrum van de goebernija, van 1928 tot 1932 van de okroeg en vanaf 1932 van oblast Oost-Kazachstan, die in 1939 werd hernoemd tot oblast Semipalatinsk. In de jaren 30 werd de Turkestan-Siberische spoorlijn aangelegd door Semipalatinsk, waardoor de stad in betekenis toenam, daar zij nu een grote doorvoersplaats werd tussen Centraal-Azië en Siberië.
In 1949 werd een locatie op ongeveer 150 kilometer ten westen van de stad op de steppe uitverkozen door het atoomwapenproject van de Sovjet-Unie om de eerste locatie te worden voor het testen van atoomwapens. Deze testlocatie van Semipalatinsk werd vanaf de eerste atoomexplosie in 1949 tot het einde in 1989 bestuurd door de Sovjet-Unie. In totaal werden 456 nucleaire testen uitgevoerd, waarvan 340 ondergrondse en 116 atmosferische (bovengrondse). Semey behield een grimmige erfenis uit deze tijd; de nucleaire fallout van de atmosferische testen en de ongecontroleerde blootstelling van de arbeiders, waarvan de meeste in de stad leefden, zorgde ervoor dat Semey nu kampt met gigantische aantallen mensen met kanker, kinderleukemie en aangeboren afwijkingen.

### Kazachstan
Het uiteenvallen van de Sovjet-Unie, het ontstaan van Kazachstan en de markthervormingen leidden er samen toe dat bijna de gehele industrie van de stad instortte. Met de privatisering bleek dat veel fabrieken niet rendabel te maken waren en veel gingen dan ook snel weer failliet. De verkoop van schroot van metalen werd hierop de belangrijkste economische sector van de stad. In de Sovjet-Unie waren echter weinigen hierin geïnteresseerd en al snel ontstonden grote dumpplaatsen met overblijfmateriaal van koper en aluminium en ijzerdraad. Deze materialen werden vervolgens op grote schaal geëxporteerd naar China en toen deze voorraad opraakte, werd alles wat los en vast zat, zoals motoren, koelinstallaties, transformators en stroomkabels, verkocht naar China. Door goedkope Chinese import en doordat de banden met andere regio's van de voormalige Sovjet-Unie nu waren verbroken, ging de vleesfabriek failliet. De cementwerken van de stad raakten in steeds grotere schulden en de stroom werd daarop afgesloten, waardoor de enorme ovens buiten werking raakten. In die periode werd Semey omgevormd tot een distributiecentrum voor goederen van China naar Turkije en andere landen en viceversa. Ook ontstonden fabrieken voor alcoholische dranken (wodka) in de stad.
De ertsverwerkende industrie maakte juist een grote groei door na het onafhankelijk worden van Kazachstan. In de jaren 90 kon eindelijk de steenkoolertslaag Karazjira worden opengesteld, die reeds in de jaren zeventig was aangetroffen, maar door de afsluiting van het testgebied daarvoor nooit tot ontwikkeling kon worden gebracht. Ook konden door de beschikbaarheid van nieuwe bulktechnologie nu ook de ertslagen met laaghoudend goud worden gewonnen, iets wat eerder nog onrendabel was. Ook andere ertslagen moeten in de toekomst worden opengesteld.
Over het geheel genomen nam de industrie sterk af in de jaren 90; een klap waarvan de stad zich nog lang niet heeft hersteld.
In 1999 werden per presidentieel decreet oblast Semipalatinsk en oblast Oost-Kazachstan samengevoegd tot de oblısı Şığıs Qazaqstan (Oost-Kazachstan), de grootste provincie van Kazachstan. Volgens geruchten is er lang gediscussieerd over de vraag waar het nieuwe bestuurlijk centrum van deze provincie moest komen; in Semey of Öskemen, naar inwoneraantal gelijkwaardig, maar economisch zeer verschillend. Hierdoor werd Öskemen verkozen en niet Semey, waardoor deze haar positie als provinciaal centrum verloor en een gewone stad werd.
Het huidige Semey is nog altijd een grote universiteitsstad waar 95.000 Russen wonen; een deel hiervan was na het uiteenvallen van de Sovjet-Unie al geremigreerd naar Rusland.

## Economie
Semey is een rivierhaven, een kruispunt van spoorwegen en een handelscentrum met grote vrachtopslagplaatsen voor rivier- en spoortransport. De meeste industrieën dateren uit de tijd van de Sovjet-Unie. Na het uiteenvallen stortte de hele industriesector in als gevolg van markthervormingen. Er stond een gigantisch vleesverpakkingskombinaat dat echter failliet ging. Tot de overige industrieën behoren voedselverwerking, metaalbewerking, wolbewerking en bouw en constructie. Veel van deze industrieën draaien met verlies als gevolg van de goedkope importen vanuit de Volksrepubliek China en Turkije. De stad heeft zich nu ontwikkeld tot een overslagstation voor deze goederen, maar het grootste deel van de industrie heeft zich nog niet hersteld van de crisis uit de jaren 90.
Semey heeft meerdere universiteiten zoals de Staatsuniversiteit van Semey, de Staats-Medische Academie en verschillende andere instellingen.

## Klimaat

Nieuwe brug bij Semey

De gemiddelde temperatuur in Semey bedraagt +3,5 °C, de gemiddelde windsnelheid 2,4 m/sec en de gemiddelde relatieve luchtvochtigheid 66%.
| Maand                       | jan | feb | mrt | apr | mei | jun | jul | aug | sep | okt | nov | dec | Jaar |
| --------------------------- | --- | --- | --- | --- | --- | --- | --- | --- | --- | --- | --- | --- | ---- |
| Hoogste maximum (°C)        | 5   | 7   | 24  | 33  | 38  | 40  | 42  | 42  | 39  | 30  | 22  | 8   | 42   |
| Gemiddeld maximum (°C)      | −11 | −10 | −2  | 12  | 22  | 27  | 29  | 27  | 20  | 11  | −1  | −9  | 10   |
| Gemiddelde temperatuur (°C) | −15 | −15 | −7  | 6   | 14  | 20  | 22  | 19  | 12  | 4   | −5  | −12 | 4    |
| Gemiddeld minimum (°C)      | −21 | −21 | −14 | −1  | 7   | 12  | 15  | 12  | 6   | −1  | −10 | −18 | −3   |
| Laagste minimum (°C)        | −51 | −45 | −39 | −26 | −10 | −1  | 4   | −1  | −8  | −21 | −49 | −46 | −51  |
|                             |     |     |     |     |     |     |     |     |     |     |     |     |      |
| Neerslag (mm)               | 16  | 16  | 17  | 18  | 27  | 28  | 37  | 28  | 19  | 27  | 26  | 20  | 279  |
| Bron: (ru) Weer en klimaat  |     |     |     |     |     |     |     |     |     |     |     |     |      |

## Bezienswaardigheden
De stad wordt gekenmerkt door een nieuwe hangbrug uit 2001 over de Ertis met een overspanning van 750 meter en een lengte van 1086 meter, die vergelijkbaar is qua constructie met de Golden Gate Bridge in San Francisco. De stad heeft een groot cultureel centrum met onder andere een theater.

## Geboren
- Andrei Karpovich (18 januari 1981), voetballer

## Demografie
| Ontwikkeling van het inwoneraantal | Ontwikkeling van het inwoneraantal | Ontwikkeling van het inwoneraantal | Ontwikkeling van het inwoneraantal | Ontwikkeling van het inwoneraantal | Ontwikkeling van het inwoneraantal | Ontwikkeling van het inwoneraantal | Ontwikkeling van het inwoneraantal | Ontwikkeling van het inwoneraantal | Ontwikkeling van het inwoneraantal |
| ---------------------------------- | ---------------------------------- | ---------------------------------- | ---------------------------------- | ---------------------------------- | ---------------------------------- | ---------------------------------- | ---------------------------------- | ---------------------------------- | ---------------------------------- |
| Jaar                               | 1881                               | 1897                               | 1910                               | 1926                               | 1939                               | 1959                               | 1979                               | 1989                               | 1999                               |
| Bevolking                          | 17.820                             | 26.353                             | 34.400                             | 56.100                             | 109.700                            | 149.800                            | 270.400                            | 317.100                            | 269.600                            |